# Felipe Pardo
Édgar Felipe Pardo Castro (Quibdó, Chocó, Colombia; 17 de agosto de 1990) es un futbolista colombiano, juega de extremo en Alianza Valledupar FC de la Categoría Primera A de Colombia.

## Trayectoria

### Deportivo Cali
Su primer club fue el Deportivo Cali donde debutó en 2007 contra Once Caldas.

### Atlético Huila
En 2008 pasaría a ser parte del Atlético Huila. En ese mismo torneo le marca precisamente un gol al que sería su siguiente equipo. 

### Independiente Medellín
En el mercado de pases de mitad de año es prestado al Independiente Medellín en el que después de ganarse la titular y salir campeón firma un contrato por 3 años siendo así una de las promesas en el equipo de la montaña.
El 11 de febrero marca su primer gol en un torneo internacional al Cerro Porteño en el partido de Copa Libertadores que el Independiente Medellín empató 1 a 1. En el año 2012, después de bastantes problemas del DIM, vuelve a cobrar vida Felipe Pardo, siendo parte fundamental del equipo del Bolillo Gómez, que llega a la final, tras realizar una gran campaña, y siendo el finalista del grupo B. Pardo marcó 5 goles en este torneo siendo el segundo goleador del equipo; marcó goles frente a la Equidad, al Nacional (en dos oportunidades), al Real Cartagena, y Deportes Quindío. Pardo recibió ofertas para marcharse al fútbol mexicano, pero por decisión técnica continua en el año 2013 con el DIM para la celebración del centenario del club.

### Sporting de Braga
El 12 de abril de 2013 se confirma su paso al Sporting de Braga; el costo del traspaso fue de 600.000 euros.

En la primera fecha de la liga portuguesa 2013-14 frente al Paços de Ferreira anota su primer gol con el Braga. Culmina el 2013 marcando 3 tantos con el equipo portugués. Tiene un excelente comienzo en el 2014 en el cual juega 2 encuentros y marca 2 goles; este delantero se ha afianzado en el fútbol portugués terminado su primera temporada 2013/14 con nueve goles en 41 partidos.
Para la temporada 2014-15 sube su rendimiento marcando diez goles en 35 partidos llegando a la final de la Copa de Portugal perdiendo por penales contra el Sporting de Lisboa, se despediría del club de Portugal con un total de 19 goles en 76 partidos jugados.

### Olympiacos de El Pireo
El 17 de julio de 2015 sería presentado como nuevo jugador del Olympiacos de El Pireo de Grecia por un contrato de 4.5 millones € por cinco temporadas.

Durante la pretemporada de amistosos Pardo mostró que es un jugador de primera clase, y anotó gol en los cuatro partidos que jugó.

Su debut en la Champions League sería el 16 de septiembre como titular en la derrota 0-3 frente al poderoso Bayern de Múnich jugando 81 minutos del partido.

Su primer gol oficial sería el 29 de septiembre en la victoria como visitantes 3-2 sobre el Arsenal de su compatriota David Ospina por la segunda fecha de la Champions League saliendo como una de las figuras al hacer gol y asistencia.
Su primer doblete lo marcaría el 4 de noviembre nuevamente por Champions League entrando al minuto 61 y dándole la victoria a su equipo al último minuto frente al Dinamo Zagreb.
Marcaría sus primeros dos goles de la temporada 2016-17 el 26 de octubre en la victoria 3 a 0 de su club al Platanias por la Copa de Grecia.

### F. C. Nantes
El 11 de enero de 2017 es presentado en el Football Club de Nantes de la Ligue 1 de Francia cedido por seis meses con opción de compra. Debutaría el 14 de enero en la victoria de su club por la mínima en su visita al Toulouse jugando los segundos 8 minutos. Juega su primer partido de local el 21 de enero donde juega los últimos 45 minutos en la derrota 0-2 frente al París Saint-Germain. Su primer gol lo marca el 24 de febrero en la victoria 3 a 1 sobre el Dijon jugando los últimos 25 minutos y marcando un golazo de media distancia.

### Olympiacos de El Pireo
En julio de 2017 vuelve al Olympiacos de El Pireo de Grecia tras volver de cesión por un año. Debuta el 25 de julio por la tercera fase previa de la Champions League 2017-18 en la victoria 3 a 1 como visitantes contra Partizán jugando los ultmos 10 minutos. En su debut en Liga el 19 de agosto marca gol en la goleada 4 por 1 sobre AE Larisa. El 12 de septiembre marca doblete por la Champions League 2017-18 anotando en la derrota 2-3 frente al Sporting de Lisboa en el minuto 89 y 93 después de haber ingresado en el minuto 78.

### D. Toluca F. C.
El 2 de enero de 2019 se confirma como nuevo jugador del Deportivo Toluca Fútbol Club de la Primera División de México llegando a préstamo. Debuta el 13 de enero en la victoria 2 por 0 sobre Club Puebla ingresando en el segundo tiempo. Sus primeros dos goles con el club los hace el 7 de abril en la goleada 5 por 1 sobre Monterrey siendo la gran figura del partido. 
Su primer gol de la temporada 2019-20 lo hace el 26 de septiembre en la victoria 3 por 1 sobre el Atlético de San Luis, el 27 de octubre marca en la victoria 2-0 sobre el Pachuca, el 3 de noviembre marca golazo de media distancia en la derrota como locales 1-3 contra el Guadalajara.

### C. F. Pachuca
La semana del 5 al 12 de julio se rumora que el jugador será traspasado al club hidalguense.
Se espera que en esa misma semana presente los exámenes médicos para que los clubes lo hagan oficial. El Club de Futbol Pachuca ofrece a Ismael Sosa en la negociación con del Deportivo Toluca Futbol Club.

## Selección nacional

### Selección inferiores
Fue internacional con la Selección de fútbol de Colombia en la Categoría sub-20 de la cual fue desvinculado justo antes del inicio del Campeonato Sudamericano Sub-20 de 2009 por disposición del Cuerpo Técnico. No obstante fue convocado para participar del mundial sub-17 del 2007 donde convirtió un gol.

#### Participaciones en Torneos Juveniles
| Torneo                       | Sede   | Resultado      | PJ | GA | Asis |
| ---------------------------- | ------ | -------------- | -- | -- | ---- |
| Juegos Panamericanos de 2007 | Brasil | Fase de grupos | 3  | 0  | N/A  |

#### Participaciones en Copas del Mundo Juveniles
| Mundial                     | Sede          | Resultado        | PJ | GA | Asis |
| --------------------------- | ------------- | ---------------- | -- | -- | ---- |
| Copa Mundial Sub-17 de 2007 | Corea del Sur | Octavos de final | 4  | 1  | 0    |

### Selección absoluta
El 6 de noviembre de 2015 fue convocado por José Pékerman para los dos partidos de las Eliminatorias a Rusia 2018 ante Chile y Argentina. Debutaría el 12 de noviembre en el empate a un gol frente a la Chile en Santiago jugando cinco minutos en reemplazo de Jackson Martínez. Su primer gol con la selección mayor lo marca el 14 de noviembre en la victoria 4 por 0 sobre la  
Selección de China donde empezaría como titular.

#### Participaciones enEliminatorias al Mundial
| Eliminatoria                        | Sede del Mundial | Posición      | Resultado   | PJ | GA | Asis |
| ----------------------------------- | ---------------- | ------------- | ----------- | -- | -- | ---- |
| Eliminatorias Mundial de Rusia 2018 | Rusia            | 4°lugar 27pts | Clasificado | 1  | 0  | 0    |

### Goles internacionales
| # | Fecha                   | Lugar                                  | Rival | Gol   | Resultado | Competición |
| - | ----------------------- | -------------------------------------- | ----- | ----- | --------- | ----------- |
| 1 | 14 de noviembre de 2017 | Chongqing Olympic Sports Center, China | China | 0 - 1 | 0 - 4     | Amistoso    |

## Clubes
| Club                    | País      | Año       |
| ----------------------- | --------- | --------- |
| Deportivo Cali          | Colombia  | 2007      |
| Atlético Huila (Cesión) | Colombia  | 2007-08   |
| Deportivo Cali          | Colombia  | 2009      |
| Independiente Medellín  | Colombia  | 2009-13   |
| Sporting de Braga       | Portugal  | 2013-15   |
| Olympiacos              | Grecia    | 2015-16   |
| F. C. Nantes            | Francia   | 2017      |
| Olympiacos              | Grecia    | 2017-18   |
| Toluca F. C.            | México    | 2019-2020 |
| C. F. Pachuca (Cesión)  | México    | 2020-2021 |
| Independiente Medellín  | Colombia  | 2022-2023 |
| Águilas Doradas         | Colombia  | 2024      |
| Deportivo Táchira       | Venezuela | 2024      |
| Alianza Valledupar      | Colombia  | 2025-     |

## Estadísticas
- Fuente: Soccerway.com

| Atlético Huila · Colombia |               |               |     |    |    |    |    |     |     |      |      |
| 1ª | 2007          | 10            | 4   | —  | —  | —  | —  | 10  | 4   | 0,40 |      |
| 1ª | 2008          | 25            | 4   | 0  | 0  | —  | —  | 25  | 4   | 0,16 |      |
| Total club | Total club    | 35            | 8   | 0  | 0  | 0  | 0  | 35  | 8   | 0,23 |      |
| Deportivo Cali · Colombia |               |               |     |    |    |    |    |     |     |      |      |
| 1ª | 2009          | 17            | 15  | 1  | 1  | —  | —  | 18  | 16  | 0,12 |      |
| Total club | Total club    | 17            | 2   | 1  | 1  | 0  | 0  | 18  | 3   | 0,12 |      |
| Independiente Medellín · Colombia |               |               |     |    |    |    |    |     |     |      |      |
| 1ª | 2009          | 21            | 3   | 4  | 2  | 0  | 0  | 25  | 5   | 0,14 |      |
| 1ª | 2010          | 34            | 1   | 0  | 0  | 6  | 1  | 40  | 2   | 0,05 |      |
| 1ª | 2011          | 24            | 19  | 4  | 2  | —  | —  | 28  | 21  | 0,11 |      |
| 1ª | 2012          | 36            | 7   | 4  | 2  | —  | —  | 40  | 9   | 0,23 |      |
| 1ª | 2013          | 14            | 11  | 6  | 0  | —  | —  | 20  | 11  | 0,10 |      |
| 1ª | 2022          | 0             | 1   | 0  | 0  | 0  | 0  | 0   | 0   | 0,00 |      |
| Total club | Total club    | 129           | 15  | 18 | 6  | 6  | 1  | 153 | 21  | 0,12 |      |
| SC Braga Portugal |               |               |     |    |    |    |    |     |     |      |      |
| 1ª | 2013/14       | 30            | 7   | 9  | 2  | 2  | 0  | 41  | 9   | 0,21 |      |
| 1ª | 2014/15       | 26            | 7   | 8  | 3  | 0  | 0  | 45  | 32  | 0.67 |      |
| Total club | Total club    | 67            | 36  | 17 | 5  | 2  | 0  | 76  | 41  | 0,45 |      |
| Olympiacos · Grecia |               |               |     |    |    |    |    |     |     |      |      |
| 1ª | 2015-16       | 21            | 4   | 5  | 1  | 6  | 3  | 32  | 8   | 0,25 |      |
| 1ª | 2016-17       | 6             | 0   | 3  | 3  | 2  | 0  | 11  | 3   | 0,37 |      |
| Total club | Total club    | 28            | 4   | 8  | 4  | 8  | 3  | 43  | 11  | 0,27 |      |
| Nantes Francia |               |               |     |    |    |    |    |     |     |      |      |
| 1ª | 2016-17       | 13            | 1   | 1  | 0  | 0  | 0  | 14  | 1   | 0,07 |      |
| Total club | Total club    | 13            | 1   | 1  | 0  | 0  | 0  | 14  | 1   | 0,07 |      |
| Olympiacos · Grecia | 1ª            | 2017-18       | 20  | 3  | 3  | 0  | 8  | 2   | 31  | 5    | 0,16 |
| Olympiacos · Grecia | 1ª            | 2018-19       | 1   | 0  | 1  | 0  | 0  | 0   | 2   | 7    | 0,0  |
| Olympiacos · Grecia | Total club    | Total club    | 21  | 3  | 4  | 0  | 8  | 2   | 33  | 5    | 0,16 |
| Deportivo Toluca · México | 1ª            | 2019          | 10  | 3  | 0  | 0  | 1  | 0   | 11  | 3    | 0,3  |
| Deportivo Toluca · México | 1ª            | 2019-20       | 27  | 3  | 5  | 1  | 0  | 0   | 32  | 18   | 0,12 |
| Deportivo Toluca · México | Total club    | Total club    | 37  | 6  | 5  | 1  | 1  | 0   | 43  | 7    | 0,16 |
| CF Pachuca · México | 1ª            | 2020-21       | 37  | 2  | 0  | 0  | 0  | 0   | 37  | 38   | 0,05 |
| CF Pachuca · México | Total club    | Total club    | 37  | 2  | 0  | 0  | 0  | 0   | 37  | 2    | 0,05 |
| Total carrera | Total carrera | Total carrera | 374 | 54 | 49 | 17 | 25 | 6   | 451 | 77   | 0,18 |
| (1) Incluye datos de la Copa Colombia (2009-2013), Superliga de Colombia (2012). (2) Incluye datos de la Copa Libertadores de América (2010), UEFA Europa League (2013/14) y Champions League (2015/18). (3) Media de goles por encuentro. No incluye goles en partidos amistosos. |               |               |     |    |    |    |    |     |     |      |      |

## Palmarés

### Campeonatos nacionales
| Título              | Club                   | País      | Año     |
| ------------------- | ---------------------- | --------- | ------- |
| Torneo Finalización | Independiente Medellín | Colombia  | 2009    |
| Superliga de Grecia | Olympiacos             | Grecia    | 2015-16 |
| Superliga de Grecia | Olympiacos             | Grecia    | 2016-17 |
| Torneo Clausura     | Deportivo Táchira      | Venezuela | 2024    |
| Primera División    | Deportivo Táchira      | Venezuela | 2024    |

### Distinciones individuales
| Distinción                                                                 | Año  |
| -------------------------------------------------------------------------- | ---- |
| Incluido en el once ideal de la 4° Jornada de la Liga de Campeones 2014-15 | 2015 |